# 김보성 (가수)
김보성(본명: 김재덕, 1967년 7월 23일 ~ )은 대한민국의 가수이다.
현재 거주지는 서울특별시이다.

## 데뷔
- 1999년 "상봉"

## 음반
- 2005년 마음먹기 달렸더라
- 1999년 상봉

## 수상
- 1999년 iTV 트로트 스타쇼 최우수상
- 1998년 학골가요제 금상 수상
- 1993년 장미가요제 금상 수상